# Call of the Mastodon
Albums de Mastodon
Leviathan
(2004) Blood Mountain
(2006)
Call of the Mastodon est une compilation de morceaux datant des débuts de la carrière du groupe de sludge metal américain Mastodon. L'album est sorti le 7 février 2006 sur le label Relapse Records. Cette compilation contient, entre autres, les 5 morceaux de l'EP Lifesblood sorti en 2001.

## Liste des titres
Toutes les chansons sont écrites et composées par Mastodon.
| No | Titre                    | Durée |
| -- | ------------------------ | ----- |
| 1. | Shadows That Move        | 3:53  |
| 2. | Welcoming War            | 2:56  |
| 3. | Thank You for This       | 1:41  |
| 4. | We Built This Come Death | 2:29  |
| 5. | Hail to Fire             | 2:12  |
| 6. | Battle at Sea            | 4:13  |
| 7. | Deep Sea Creature        | 4:40  |
| 8. | Slickleg                 | 3:29  |
| 9. | Call of the Mastodon     | 3:39  |

### Line-up
- Troy Sanders – chant, basse
- Brent Hinds – guitare, chant
- Bill Kelliher – guitare
- Brann Dailor – batterie